# Edna Beilenson
Edna Rudolph Beilenson (1909-1981) era uma tipógrafa americana, designer de livros, autora de livros culinários, editora e co-proprietária (com seu marido, Peter Beilenson) do Peter Pauper Press de 1931 até sua morte em 1962, e posteriormente única proprietária e presidente até sua morte em 1981.

## Início da vida
Edna Rudolph nasceu em 16 de junho de 1909, na cidade de Nova York, filha do artista John e Anna (Beilenson) Rudolph. Ela se formou cum laude em jornalismo pelo Hunter College em 1928. Em 1930, Rudolph casou-se com seu primo, Peter Beilenson, que fundou a Peter Pauper Press em 1928.

## Carreira
Em 1932, Edna Beilenson ingressou no negócio de trabalho de imprensa na Peter Pauper Press, aprendendo contabilidade e composição tipográfica. Ela é creditada por trazer um forte senso de design gráfico e cor para as produções da imprensa, que se tornaram a marca registrada das publicações de Peter Pauper. O objetivo da imprensa era "imprimir livros da maneira mais bela que um artesão faria e vendê-los por um preço tão baixo quanto apenas um pobre poderia". Beilenson desenvolveu um aguçado senso de negócios, introduzindo o conceito de livros para presente de bolso e editando uma série de pequenos livros de receitas que venderam extremamente bem.

## Conquistas e prêmios profissionais
Beilenson tornou-se membro ativo do Instituto Americano de Artes Gráficas (AIGA) e de outras organizações profissionais de livros e artes gráficas. Ela foi eleita a primeira mulher presidente da AIGA, cargo que ocupou de 1958 a 1960. Ela foi uma das primeiras mulheres eleitas para o Grolier Club, membro da Royal Society of Arts em Londres, e presidente e presidente da Goudy Society. Em 1968, Who's Who of American Women citou Beilenson como a mulher mais destacada do ano no mundo dos negócios. Em 1973, ela foi eleita para o Hall da Fama do Hunter College Alumnae. Em 1980, ela recebeu o prêmio Goudy do Rochester Institute of Technology por excelência em tipografia.
O papel de Edna Beilenson no negócio de impressão e publicação foi tão integrado ao de seu marido que, quando Peter Beilenson morreu repentinamente em 1962, ela foi capaz de assumir o negócio e continuar as operações da impressora com sucesso até sua própria morte em 28 de fevereiro de 1981. Desde 1981, a família Beilenson continuou a operar a Peter Pauper Press como uma empresa familiar.

## Trabalhos selecionados
- Book Making on the Distaff Side. Nova York: Distaff Side, 1937.
- Beilenson, Edna, "Big Chief Type-Face". Em A Garland for Goudy: Being Verses, Old and New, Reunidos por seu octogésimo aniversário, 8 de março de 1945. Mount Vernon, NY: Peter Pauper Press, 1945.
- Beilenson, Edna, "Experimentation and the Individual - A Psychological Approach". Em Graphic Forms: The Arts As Related to the Book. Cambridge, Mass.: Harvard University Press, 1949.
- Beilenson, Edna, ed. A Children's Sampler: Selections from Famous Children's Books, Printed with Care & Solicitude. Nova York: Distaff Side, 1950.
- Série de culinária simples. Peter Pauper Press.
- ABCs de... Série de culinária. Peter Pauper Press.
- Beilenson, Edna e Herb Roth. Cooking to Kill!: The Poison Cook-Book, Comic Recipes for the Ghoul, Cannibal, Witch & Murderer. Mount Vernon, NY: Peter Pauper Press, 1951.
- Beilenson, Edna. Abalone to Zabaglione: Unusual and Exotic Recipes. Mt. Vernon, NY: Peter Pauper Press, 1957